# Roslagen

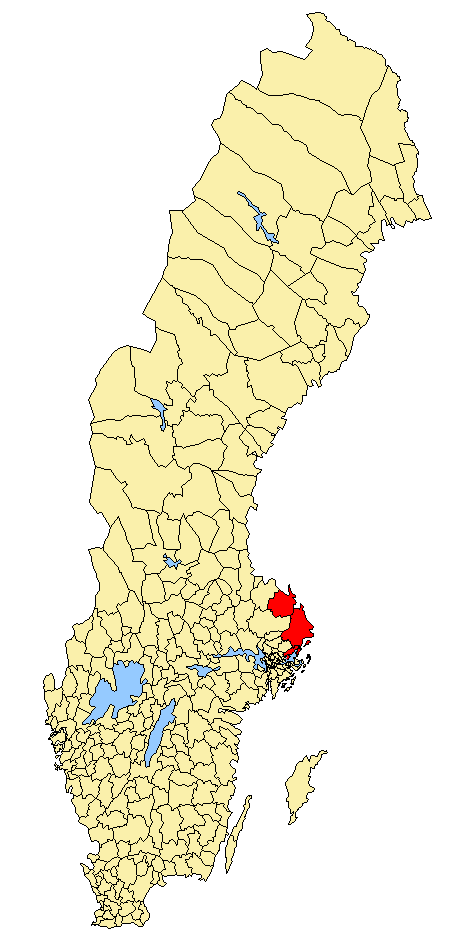
Roslagen marquée en rouge.

Le Roslagen est une province côtière  suédoise au nord-est de Stockholm face à la Finlande, faisant partie de la province d'Uppland. L'étymologie du mot Roslagen signifie « région sous la loi des Ros ».
Historiquement, les dénominations « Russie, russe » proviendraient du mot « ros ». Suède se dit en finnois Ruotsi.